# Nocek rybożerny
Nocek rybożerny, nocek rybaczek (Myotis vivesi) – gatunek nietoperza z rodziny mroczkowatych (Vespertilionidae). Występuje w północno-zachodnim Meksyku. Czasami umieszczany w monotypowym rodzaju Pizonyx. Jest narażony na wyginięcie.

## Morfologia
Wygląd
Ciemnobrunatny nietoperz z długimi zębami i dużymi stopami.
Średnie wymiary
- długość ciała (bez ogona) – 8,5 cm
- długość ogona – 6 cm
- rozpiętość skrzydeł – 40 cm

## Występowanie
Gatunek ten występuje w północno-zachodnim Meksyku – na wybrzeżu i wyspach Zatoki Kalifornijskiej oraz na pacyficznym wybrzeżu Półwyspu Kalifornijskiego.

## Pożywienie
Żywi się rybami i skorupiakami.